# Prženica
Prženica (lat. Knautia),  biljni rod  iz porodice kozokrvnica, dio potporodice češljugovki (Dipsacoideae). Postoji 61 priznata  vrsta rasprostranjenih po Euroaziji i sjevernoj Africi, a udomaćile su se i po Sjevernoj Americi
Oko 20 vrsta raste i u Hrvatskoj.
Rod je nekada bio uključen u vlastiti tribus Knautieae,  a danas u tribus  Dipsaceae.

## Vrste
1. Knautia adriatica Ehrend., jadranska prženica
2. Knautia albanica Briq.
3. Knautia ambigua Boiss. & Orph.
4. Knautia arvensis (L.) Coult., 	poljska prženica
5. Knautia baldensis A.Kern. ex Borbás
6. Knautia basaltica Chass. & Szabó
7. Knautia byzantina Fritsch
8. Knautia calycina (C.Presl) Guss.
9. Knautia carinthiaca Ehrend.
10. Knautia caroli-rechingeri Micevski
11. Knautia clementii (Beck) Ehrenb., Clementijeva prženica
12. Knautia collina (Gaudin) Jord., crvena prženica
13. Knautia dalmatica Beck, dalmatinska prženica
14. Knautia degenii Borbás
15. Knautia dinarica (Murb.) Borbás, dinarska prženica
16. Knautia dipsacifolia Kreutzer, šumska prženica
17. Knautia drymeia Heuff., mekanodlakava prženica
18. Knautia fleischmannii (Hladnik ex Rchb.) Beck
19. Knautia foreziensis Chass. & Szabó
20. Knautia godetii Reut.
21. Knautia goecmenii Yildirim
22. Knautia gracilis Szabó
23. Knautia gussonei Szabó
24. Knautia illyrica Beck, ilirska prženica
25. Knautia integrifolia (Honck. ex L.) Bertol.,  cjelolisna prženica
26. Knautia involucrata Sommier & Levier
27. Knautia kitaibelii (Schult.) Borbás
28. Knautia lebrunii J.Prudhomme
29. Knautia legionensis (Lag.) DC.
30. Knautia leucophaea Briq.
31. Knautia longifolia (Waldst. & Kit.) W.D.J.Koch, dugolistna prženica
32. Knautia lucana Lacaita & Szabó
33. Knautia macedonica Griseb.
34. Knautia magnifica Boiss. & Orph.
35. Knautia mauritanica Pomel
36. Knautia midzorensis Formánek
37. Knautia mollis Jord.
38. Knautia nevadensis (M.Winkl. ex Szabó) Szabó
39. Knautia numantina (Pau) Devesa, Ortega Oliv. & J.López
40. Knautia orientalis L.
41. Knautia pancicii Szabó
42. Knautia pectinata Ehrend., češljasta prženica
43. Knautia persicina A.Kern.
44. Knautia pseudolongifolia (Szabó) Zmuda
45. Knautia ressmannii (Pacher) Borbás,  Ressmannova prženica
46. Knautia rupicola (Willk.) Font Quer
47. Knautia salvadoris Sennen ex Szabó
48. Knautia sarajevensis (Beck) Szabó, sarajevska prženica
49. Knautia serpentinicola Smejkal ex Kolar, Z.Kaplan, J.Suda & Stech
50. Knautia shepardii Post & Beauverd, nema na popisu
51. Knautia slovaca Štěpánek
52. Knautia subcanescens Jord.
53. Knautia subscaposa Boiss. & Reut.
54. Knautia tatarica (L.) Szabó
55. Knautia timeroyi Jord.
56. Knautia trachytica Chass. & Szabó
57. Knautia transalpina (Christ ex Gremli) Briq.
58. Knautia travnicensis (Beck) Szabó,  travnička prženica
59. Knautia tulceanensis Nyár.
60. Knautia velebitica Szabó, velebitska prženica
61. Knautia velutina Briq.
62. Knautia visianii Szabó, Visianijeva prženica
63. Knautia ×alleizettei Chass. & Szabó
64. Knautia ×chassagnei Szabó
65. Knautia ×cousturieri Sennen ex Szabó
66. Knautia ×dobrogensis Prodan
67. Knautia ×intercedens Beck
68. Knautia ×lamottei Chass. & Szabó
69. Knautia ×leucantha Schur
70. Knautia ×norica Ehrend.
71. Knautia ×oecsemensis Nyár.
72. Knautia ×posoniensis Degen
73. Knautia ×ramosissima Szabó
74. Knautia ×sambucifolia (Godet) Briq.
75. Knautia ×sennenii Szabó
76. Knautia ×sequanica Szabó
77. Knautia ×speciosa Schur
78. Knautia ×spectabilis Chass. & Szabó
79. Knautia ×ujhelyii Jáv.

## Sinonimi
- Lychniscabiosa Fabr.
- Thlasidia Raf.
- Trichera Schrad. ex Roem. & Schult.